# 서윤선
서윤선(1970년 3월 4일 ~ )은 대한민국의 남자 성우이다. 1997년 가을 투니버스 3기 공채 성우로 데뷔했다.

## 주요 활동작

### TV 애니메이션
- 나루토 (투니버스) - 시노
- 나루토 질풍전 (투니버스) - 코테츠, 시노
- GTO (투니버스) - 오사와 히데로, 경찰1, 남자
- 고로스13 (투니버스) - 킬러
- 그남자 그여자 (투니버스) - 나림 아빠
- 기갑전사 걸키버 (투니버스) - 아빠, 남학생1
- 크게 휘두르며 (애니맥스) - 아베 타카야
- 꽃보다 남자 (투니버스) - 현수
- 나의 지구를 지켜줘 (투니버스) - 매원(에스퍼), 시온
- 녹색의 전설 (투니버스) - 간부2
- 달려라! 바우 TV 스폐셜 (투니버스) - 미남철
- 더 파이팅 (투니버스) - 오기영 / 사회자 / 이코치 / 남코치 / 관객
- 더티페어 FLASH (투니버스) - 이와시마즈
- 레미제라블 소녀 코제트(챔프) - 마리우스
- 록맨 에그제 (투니버스) - 스컬맨/아하사리아/마하 자라드
- 록맨 에그제 엑서스 (투니버스) - 마하자라마/버너맨
- 마법의 스테이지 팬시라라 (투니버스) - 토미
- 명탐정 코난 (투니버스) - 진, 백동훈 형사, 남학생, 오한준, 문상훈
- 바이스 크로이츠 (투니버스) - 남궁중재 / 킬러 / 팔파렐로
- 스타오션 EX (투니버스) - 디아스 플랙
- 아이 엠 스타! (투니버스) - 마야
- 에어마스터 (투니버스) - 후카미치/나가토
- 으랏차차 삼총사 (투니버스) - 깅기스 팽기스
- 졸업 (투니버스) - 집사
- 초광속 그랜돌 (투니버스) - 나이트
- 오란고교 사교클럽 (투니버스) - 모리노즈카 타카시
- 정령의 수호자 (애니박스) - 몬
- 은발의 아기토 (챔프) - 슈낙
- 피치걸 (투니버스) - 오카야스 료
- 메이저 2기 (투니버스) - 장태산/이학준
- 아이즈 (애니박스) - 코시나에
  - From 아이즈 OVA (애니박스) - 코시나에
- 아이실드21 (챔프) - 타케쿠라 겐
- 배틀짱 (투니버스) - 디에고스타
- 쾌걸 조로리 2기 (투니버스) - 로저
- 결계사 (투니버스) - 하쿠비 / 간부 / 내레이터
- 괴담 레스토랑 (투니버스) - 가르송 / 괴담 레스토랑 지배인
- 짜장소녀 뿌까 (MBC) - 산타
- 셰익스피어 명작만화 윌리엄 텔의 모험 (SBS)
- 플리즈 티처 (애니박스) - 에타지마 미노루 / 야마다 마사오미
- 파딩숲 친구들의 모험 (투니버스) - 두더지
- 프란체스코의 아름다운 세상 (투니버스) - 아버지
- 챔피언 죠 (애니박스) - 리키이시
- Happy birthday to China (투니버스)
- 총몽 (투니버스)
- 초기동전설 다이나기가 (투니버스) - 직원
- 오프사이드 (스페이스툰) - 이한채
- 메이저 극장판 - 우정의 강속구 (투니버스) - 김윤
- 이트맨 (투니버스)
- 이트맨 98 (투니버스)
- 황당용사 욜라세다 (투니버스) - 우드맥
- 기동무투전 G건담 (투니버스) - 미켈로
- 체포하겠어 (투니버스)
- 최유기 리로드 (투니버스) - 건달3
- 날아라 호빵맨 (투니버스) - 산타 할아버지
- 테니스의 왕자 (투니버스) - 데즈카
- 숲속의 전설 무시킹 (투니버스) - 사냥꾼1
- 풀 메탈 패닉 후못후 (투니버스) - 하야시미즈 아츠노부 / 쿠르츠 웨버 / 사에지마 / 타카다/ 와플 / 타카가와
- 레이브 (투니버스) - 제간
- 탐정학원 Q (투니버스) - 교사
- 고스트 바둑왕 (투니버스) - 운영위원
- 꿈의 크레용 왕국 (투니버스) - 아라엣사
- 내일의 나쟈(투니버스) - 안토니오
- 음양대전기(투니버스) - 연구원4
- 사무라이 참프루(투니버스) - 관문관리2
- 몬스터(투니버스) - 남자
- 아가사 크리스티의 명탐정 포와로와 마플(투니버스) - 엘자 남동생 / 수위
- 기갑경찰 메탈잭(투니버스)
- 자이언트 로보(투니버스) - 오학인 / 이반
- 아미테이지 더 서드(투니버스) - 조웰
- 울프스 레인(투니버스) - 허브 리보우스키
- 자니 브라보(투니버스)
- 은장기공 오디안(투니버스) - 부사령관
- 피블의 모험4(MBC 무비스) - 레치
- 건방진 천사(퀴니) - 삐에로
- 원피스(투니버스) - 피플리 루루
- 나루토 질풍전 극장판(인연) - 숙명의 재회 (투니버스) - 시노
- 나루토 SD - 록 리의 청춘 닌자전 (투니버스) - 시노
- 마기 (카툰네트워크) - 이스난
- 흑마녀 나가신다 (투니버스)
- 최강! 탑플레이트 (SBS) - 하이텍 감독

### 극장용 애니메이션
- 명탐정 코난 극장판 1기 - 시한장치의 마천루 (투니버스) - 백동훈 형사
- 명탐정 코난 극장판 2기 - 14번째 표적 (투니버스) - 백동훈 형사
- 명탐정 코난 극장판 3기 - 세기말의 마술사 (투니버스) - 백동훈 형사
- 명탐정 코난 극장판 4기 - 눈동자 속의 암살자  - 백동훈 형사
- 명탐정 코난 극장판 5기 - 천국으로의 카운트다운  - 진, 백동훈 형사
- 명탐정 코난 극장판 6기 - 베이커가의 망령  - 백동훈 형사
- 명탐정 코난 극장판 8기 - 은빛날개의 마술사 - 백동훈 형사
- 명탐정 코난 극장판 9기 - 수평선상의 음모 - 백동훈 형사
- 명탐정 코난 극장판 10기 - 탐정들의 진혼가 - 백동훈 형사
- 명탐정 코난 극장판 13기 - 칠흑의 추적자 (투니버스) - 진, 백동훈 형사
- 명탐정 코난 극장판 14기 - 천공의 난파선 (투니버스) - 백동훈 형사
- 명탐정 코난 극장판 15기 - 침묵의 15분 (투니버스) - 백동훈 형사
- 명탐정 코난 극장판 16기 - 11번째 스트라이커 - 백동훈 형사
- 명탐정 코난 극장판 18기 - 이차원의 저격수 - 백동훈 형사
- 명탐정 코난 극장판 20기 - 순흑의 악몽 - 진
- 명탐정 코난: 제로의 집행인 - 백동훈 형사
- 명탐정 코난: 감벽의 관 - 백동훈 형사

### 영화
- 메가마인드 (2010년) - 메트로맨 (한국어 목소리)
- 살아있는 시체들의 밤(1968년) - 힉스 목사
- 삼국지 극장판 (CHING) - 법정 (장신화)

### 외화
- 가면라이더 파이즈(투니버스) - 코지 / 오르페노크 / 대학생 / 대학생2
- 명탐정 코난 드라마스페셜 - 남도일에게 보내는 도전장 (투니버스) - 진 (사사키 쿠라노스케) / 남학생1
  - 명탐정 코난 드라마스페셜 - 남도일의 부활(투니버스) - 진 (사사키 쿠라노스케)
- 파워레인저 다이노썬더 (투니버스) - 미코토(다이노 킬러)
- 파워레인저 SPD/파워레인저 갤럭시포스(18화)(투니버스, 대원방송) - 셰인(SP그린)

### 웹투니메이션
- 들어는 보았나! 질풍기획 - 공갑기 팀장

### 방송
- 탑밴드 (KBS)

### 게임
- 최강의 군단 - 맥
- 스타크래프트 II - 불사조(Phoenix)
- 스타크래프트 - 해적선
- 던전 앤 파이터 - 거너(남)
- 와일드 플래닛 - 패스파인더(남)
- 리그 오브 레전드 - 리신
- 천지의 문 - 덴세이
- 아머드 코어 넥서스 - 훈련소 통신사 / 시설 사령관
- 레이디안 - 심연 속으로 - 카토니스
- 디아블로3
- 에이지 오브 엠파이어 2
- 건담전기 - 진
- 월드 오브 워크래프트 - 주학 츠지
- 에이지 오브 엠파이어2
- 삼국지 온라인
- 스윙 - 골프 팡야 2nd 샷! - 맥스
- 나인티- 나인 나이츠 - 리바
- 진삼국무쌍4 - 관평
- 도타 2 - 강령사제
- 히어로즈 오브 더 스톰  -  까마귀 군주
- 삼국블레이드
- 데스티니 가디언즈 - 대변자